# Fuad Bayramov
Fuad Həsən oğlu Bayramov (Bərdə, 30 novembre 1994) è un ex calciatore azero, di ruolo centrocampista.

## Carriera
Ha giocato nella massima serie dei campionati azero e georgiano.

## Statistiche

### Presenze e reti nei club
Statistiche aggiornate al 28 giugno 2021.
| Stagione        | Squadra                      | Campionato      | Campionato | Campionato | Coppe nazionali | Coppe nazionali | Coppe nazionali | Coppe continentali | Coppe continentali | Coppe continentali | Altre coppe | Altre coppe | Altre coppe | Totale | Totale |
| Stagione        | Squadra                      | Comp            | Pres       | Reti       | Comp            | Pres            | Reti            | Comp               | Pres               | Reti               | Comp        | Pres        | Reti        | Pres   | Reti   |
| --------------- | ---------------------------- | --------------- | ---------- | ---------- | --------------- | --------------- | --------------- | ------------------ | ------------------ | ------------------ | ----------- | ----------- | ----------- | ------ | ------ |
| 2011-2012       | Keşlə                        | PL              | 0          | 0          | CA              | 0               | 0               |                    | -                  | -                  |             | -           | -           | 0      | 0      |
| 2012-2013       | Keşlə                        | PL              | 16         | 1          | CA              | 2               | 0               |                    | -                  | -                  |             | -           | -           | 18     | 1      |
| 2013-2014       | Keşlə                        | PL              | 5          | 0          | CA              | 0               | 0               |                    | -                  | -                  |             | -           | -           | 5      | 0      |
| 2014-2015       | Keşlə                        | PL              | 7          | 0          | CA              | 2               | 0               | UEL                | 0                  | 0                  |             | -           | -           | 9      | 0      |
| 2015-2016       | Keşlə                        | PL              | 27         | 0          | CA              | 3               | 0               | UEL                | 6                  | 0                  |             | -           | -           | 36     | 0      |
| 2016-2017       | Keşlə                        | PL              | 24         | 1          | CA              | 4               | 0               |                    | -                  | -                  |             | -           | -           | 28     | 1      |
| 2017-2018       | Keşlə                        | PL              | 21         | 2          | CA              | 3               | 0               | UEL                | 4                  | 0                  |             | -           | -           | 28     | 2      |
| 2018-2019       | Keşlə                        | PL              | 0          | 0          | CA              | 0               | 0               | UEL                | 1                  | 0                  |             | -           | -           | 1      | 0      |
| Totale Keşlə    | Totale Keşlə                 | Totale Keşlə    | 100        | 4          |                 | 14              | 0               |                    | 11                 | 0                  |             | -           | -           | 125    | 4      |
| 2019            | Rustavi                      | EL              | 6          | 1          | CG              | 0               | 0               |                    | -                  | -                  |             | -           | -           | 6      | 1      |
| mar.-giu. 2021  | KSZO Ostrowiec Świętokrzyski | 3L              | 11         | 4          |                 | -               | -               |                    | -                  | -                  |             | -           | -           | 11     | 4      |
| Totale carriera | Totale carriera              | Totale carriera | 117        | 9          |                 | 14              | 0               |                    | 11                 | 0                  |             | -           | -           | 142    | 9      |

## Palmarès

### Club

#### Competizioni nazionali
- Coppa d'Azerbaigian: 1

Keşlə: 2017-2018